# آنزیم‌های همانندسازی
از بین آنزیم‌های مؤثر در همانندسازی، نقش اصلی را دی‌ان‌ای پلیمرازها دارند. این آنزیم‌ها در خانواده‌های A و B و C و D و X وY وRT تقسیم‌بندی شده‌اند. علاوه بر اینها آنزیم‌های دیگری نیز وجود دارند که همانندسازی را به انجام می‌رسانند.

## دی‌ان‌ای پلیمرازها

### یوکاریوت‌ها
- Polβ: عضو خانوادهٔ دی‌ان‌ای پلیمراز X است. در ترمیم برش بازی نقش دارد. حدود ۳۹ هزار دالتون است. قلمروی آمین‌دار انتهای آن، نوکلئوتیدهای دئوکسی ریبوز انتهای ۵́ را از جایگاه فاقد پوزین یا پیریمیدین برش داده و جدا می‌کند. بر این اساس گفته می‌شود که این آنزیم در واکنش‌های ترمیمی و پر کردن شکاف‌های بسیار کوچک نقش دارد.
- polµ: عضو خانوادهٔ دی‌ان‌ای پلیمراز X است. در اتصال غیر هم ساخت پایانه‌های شکسته‌شده نقش دارد و در هوهسته‌ها دیده می‌شود.
- دی‌ان‌ای پلی α پرایماز: در خانوادهٔ B قرار دارد. از ۴ زیر واحد ساخته شده‌است که به ترتیب شامل ۱۶۶P و ۷۰P و ۵۸p و ۴۸p است زیر واحد چهارم تنها آنزیمی است که می‌تواند سنتز دی‌ان‌ای را از نو شروع کند. زیر واحد ۵۸ برای پایداری و برای فعالیت پرایمازی زیرواحد ۴۸ ضروری است ۱۸۰ دارای فعالیت پلیمرازی است و خاصیت تصحیح‌کنندگی ندارد ۷۰ هم در شکل‌گیری پرایموزوم نقش دارد در کل این آنزیم آران‌ای پرایمری با طول ۳۰ تا ۴۰ نوکلئوتید می‌سازد که طول آران‌ای پرایمر در آن حدود ۱۰ نوکلئوتید است.
- دی‌ان‌ای پلیمراز ε: در خانوادهٔ B قرار دارد. دارای فعالیت اگزونوکلئازی و تصحیح قرائت است و به خاطر تداوم و پیوستگی بالا در غیاب PCNA می‌تواند به کار خود ادامه دهد.
- دی‌ان‌ای پلیمراز δ: در خانوادهٔ B قرار دارد. این آنزیم با PCNA میانکنش داده و امکان همانندسازی مداوم و پیوسته را بر قرار می‌سازد. از لحاظ تنوع و تعداد زیرواحد بین گونه‌های مختلف ناهمگونی وجود دارد. در پستانداران ۴ زیر واحد و در سرویزیا ۳ زیر واحد دارد.
- دی‌ان‌ای پلیمراز λ: عضو خانوادهٔ دی‌ان‌ای پلیمراز X است. در ترمیم برش بازی نقش دارد و از آنجا که بیشتر در بیضه‌ها بیان می‌شود تصور می‌شود که در تنظیمات هیتی شناختی ایپر ماتوسیت‌ها نقش دارد.
- دی‌ان‌ای پلیمراز فیφ: در خانوادهٔ دی‌ان‌ای پلیمراز X قرار دارد. ژن کدکنندهٔ آن pol۵است که زنجیرهٔ اسید آمینه‌ای با ۱۳۰ هزار دالتون را تولید می‌کند تداوم و پیوستگی کمی دارد و خاصیت تصحیح‌کنندگی نیز در آن دیده نمی‌شود. تنها و تنها در هستک دیده می‌شود.
- دی‌ان‌ای پلیمراز γ: در خانوادهٔ A قرار دارد. آنزیم همانندسازی در میتوکندری است که از ۲ زیر واحد ۱۴۰ و ۵۵ ساخته شده‌است و هر دو فعالیت اگزو نوکلئازی را داراست زیرواحد کوچک نقش القاکنندگی برای زیرواحد بزرگتر دارد. همتا سازی در میتوکندری به گونه‌ای خاص انجام می‌شود.

### پروکاریوت‌ها
- Pol IV Pol V: در خانوادهٔ Y قرار داردند و در همانندسازی الگوهای آسیب‌دیده و همچنین توانایی گذر از دی‌ان‌ای آسیب‌دیده را دارند؛ و از مرگ سلولی جلوگیری می‌کنند.
- دی‌ان‌ای پلیمراز۱: در خانواده A قرار دارد. در هر یاخته حدود ۴۰۰زی مایه از آن وجود دارد؛ آنزیمی چند کاره‌است و دارای ۵ جایگاه فعال می‌باشد. برای فعالیت نیازمند یون ۲ ظرفیتی منیزیوم می‌باشد. دارای ۲ فعالیت اگزونوکلئازی۳́←۵́و۵́←۳́می‌باشد. نقش بسیار مهم پلی مرازی هم دارد. از فعالیت ۳́←۵́ برای برداشت نوکلئوتید ناجور و از خاصیت دیگر اگزونوکلئازی خود برای ترارسانی محل شکست استفاده می‌کند. در اثر هضم پروتئازی ۲ قسمت ۶۸ و ۳۵ هزار دالتونی تولید کند؛ که از قسمت بزرگتر، آنزیم کلنو را برای پی سی آر ساخته‌اند.
- دی‌ان‌ای پلیمراز ۲:در خانواده B قرار دارد؛ و نقش اصلی آن در ترمیم است و هنوز بسیاری از ویژگی‌های آن کشف نشده‌است.
- دی‌ان‌ای پلیمراز ۳: آنزیم اصلی همانندسازی در پیش هسته‌ای هاست که از زیر واحدهای εαθساخته شده‌است. زیرواحد اصلی آن αاست که در خانوادهٔ Cقرار دارد. این آنزیم عهده‌دار سنتز و تصحیح قرائت است؛ و با حلقهٔ بتا و هم آرای X میانکنش می‌دهد. زیر واحد α دارای عملکرد پلی مرازی است و زیرواحدε به وسیلهٔ ژن DNAQ بیان می‌شود و خاصیت اگزونوکلئازی ۳́←۵́ دارد و نیز نقش تداوم و پیوستگی هالو آنزیم را داراست. زیر واحدθ هم توسط ژن holEبیان شده و در تحریک εنقش دارد.
- خانواده RT:نقش برگرداندن رمزهای دی‌ان‌ای به آران‌ای را دارند و از مهم‌ترین و حیاتی‌ترین آن‌ها می‌توان به تلومراز اشاره کرد.

## هلیکاز

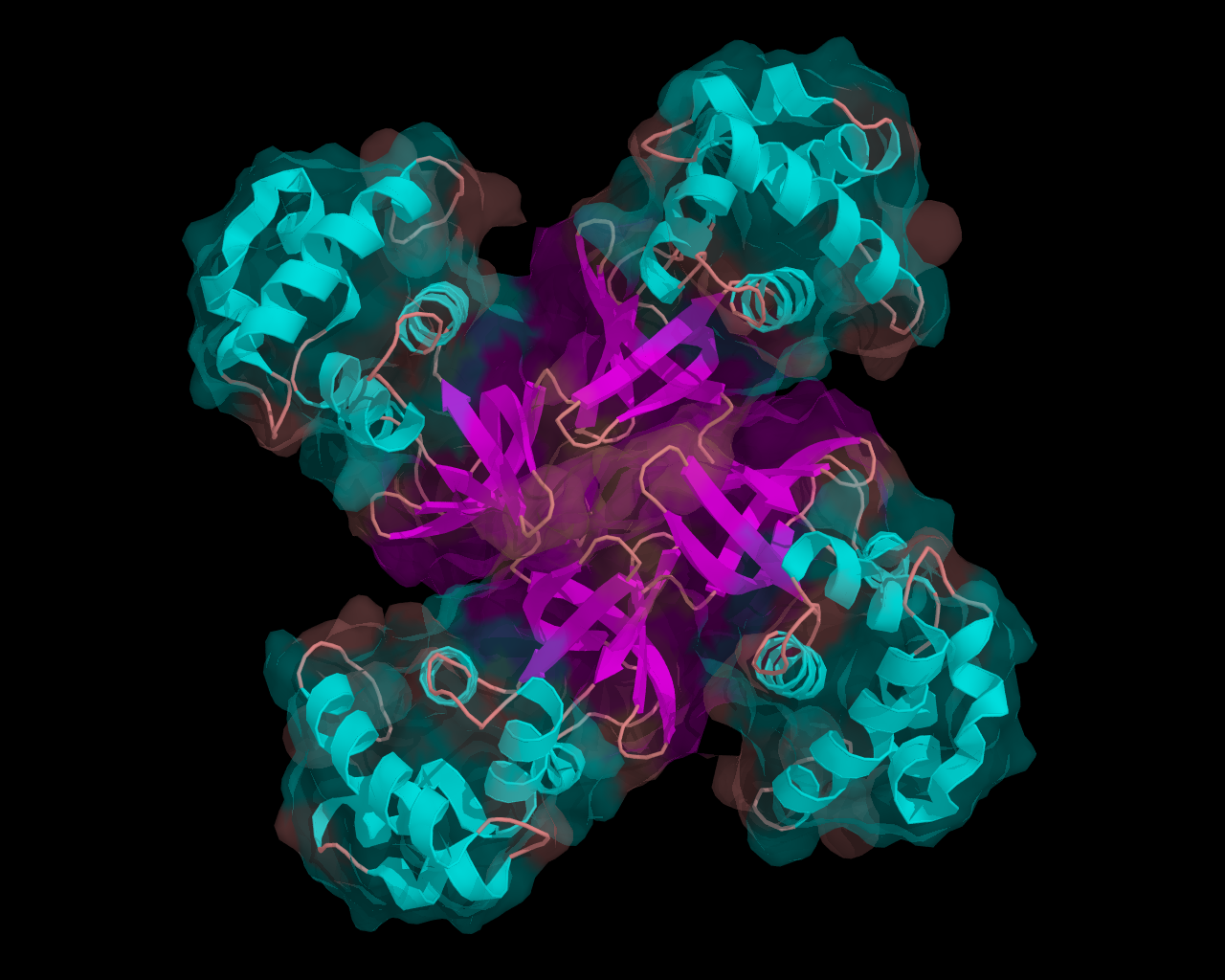
ساختار هلیکاز Ruva باکتری اشریشیا کلی

آنزیمی چند زیر واحدی است که در باز کردن ۲ رشتهٔ دی‌ان‌ای نقش دارد. برای عمل نیازمند انرژی است که از ATPو GTP به دست می‌آورد. برای این منظور دارای فعالیت ATPآزی است. همچنین برای این که زیر واحدهای آن کنار هم، هم آرایی لازم را داشته باشند؛ نیازمند منیزیوم ۲ بار مثبت. است ساختار حلقه مانند دارد و این امر به پیوستگی و تداوم آن کمک می‌کند. سندرم بلوم در اثر تولید ناقص آن ایجاد می‌شود. اتصال آن به دی‌ان‌ای به‌طور میانگین ۲۰ تا ۳۵ جفت باز را از حملهٔ نوکلئازها در امان نگه می‌دارد و دی‌ان‌ای در کانال مرکزی آن قرار می‌گیرد. هلیکازها را می‌توان بر اساس نوع فعالیت‌هایشان به چند دسته تقسیم کرد:
هلیکازهای ۳َ-۵َ
و هلیکازهای ۵َ-۳َ
برای باز کردن دی‌ان‌ای ۳ مدل وجود دارد مدل گوه ، پیچشی و ناپایدارکنندهٔ مارپیچ.

## لیگاز

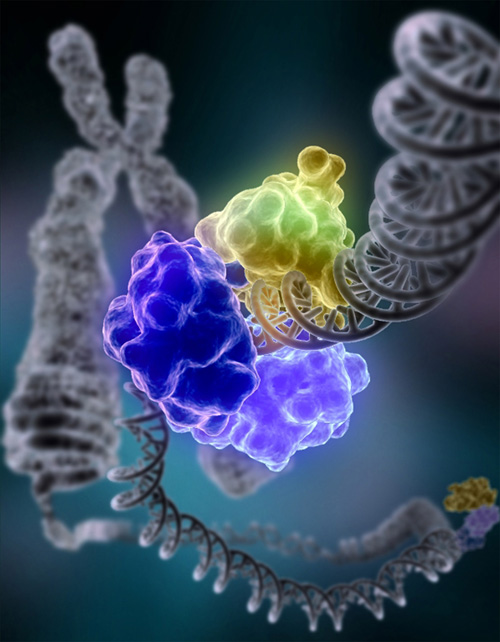
لیگاز-ترمیم

ابزار اتصال ۲ قطعهٔ دی‌ان‌ای هستند و در ترمیم قطعه‌های شکسته شدهٔ دی‌ان‌ای نقش مهمی را ایفا می‌کند. و برای فعالیت نیازمند ATPیاNADH می‌باشند که به ترتیب در هوهسته‌ها و پیش هسته‌ای‌ها دیده می‌شود. آنزیم دی‌ان‌ای لیگاز با تشکیل یک هم آرا با یک مولکول NADیاATPبه صورت آدنیله در می‌آید و باعث اتصال یک AMPبه آنزیم می‌شوند در مرحلهٔ دوم یعنی آدنیلاسیون دی‌ان‌ای AMPبه انتهای فسفات ۵́موجود در جایگاه شکاف ترارسان داده می‌شود که به این شکل انتهای ۵́ را برای حمله گروه هیدروکسیل فعال می‌کند در مرحلهٔ سوم با اتصال ۲ انتهای محل شکاف مولکول AMPآزاد و به این ترتیب شکاف رخنه‌گیری می‌شود.

اتصال دو قطعه

- توپوایزومرازها